# Ancistrus jelskii
Ancistrus jelskii es una especie de peces de la familia Loricariidae.

## Morfología
Los machos pueden llegar alcanzar los 8 cm de longitud total.

## Distribución y hábitat
Es un pez de agua dulce que se distribuye por la cuenca del río Tulumayo, en el curso alto de la cuenca del río Ucayali, en Perú.